# Dummy (album)
Pour les articles homonymes, voir Dummy.
Albums de Portishead
Portishead
(1997)
Dummy est le premier album du groupe Portishead, sorti le 17 octobre 1994 sur le label Go! Beat. L'album a été salué par la critique et a remporté le Mercury Music Prize en 1995. Il est considéré comme ayant contribué à populariser le genre trip hop et est fréquemment cité dans les listes des meilleurs albums des années 1990. En septembre 2011, Dummy s'était vendu à 825 000 exemplaires au Royaume-Uni. En 2008, l’album s’était vendu à 3,6 millions d’exemplaires dans le monde.

## Histoire
Geoff Barrow et Beth Gibbons se sont rencontrés lors d'un cours Enterprise Allowance en février 1991. Ils ont commencé à enregistrer leurs premières idées pour les chansons dans la cuisine de Neneh Cherry à Londres. Barrow a été embauchée par son mari, Cameron McVey, pour travailler sur son deuxième album, Homebrew.  À Bristol, ils l’ont enregistré au Coach House Studios.

## Liste des titres
| No  | Titre             | Durée |
| --- | ----------------- | ----- |
| 1.  | Mysterons         | 5:02  |
| 2.  | Sour Times        | 4:11  |
| 3.  | Strangers         | 3:55  |
| 4.  | It Could Be Sweet | 4:16  |
| 5.  | Wandering Star    | 4:51  |
| 6.  | It's a Fire       | 3:48  |
| 7.  | Numb              | 3:54  |
| 8.  | Roads             | 5:02  |
| 9.  | Pedestal          | 3:39  |
| 10. | Biscuit           | 5:01  |
| 11. | Glory Box         | 5:06  |

## Pochette
La photo de Beth Gibbons sur la pochette de l'album est issue du court métrage To Kill a Dead Man (en).

## Samples utilisés
- Sour Times
  - Danube Incident de Lalo Schifrin (1968)[6]
  - Spin It-jig de Smokey Brooks (1971)[6]
- Strangers
  - Elegant People de Weather Report (1976)[6]
- Wandering Star
  - Magic Mountain de Eric Burdon and War (1970)[6]
- Numb
  - I Got a Woman de Ray Charles (1954)[6]
- Biscuit
  - I'll Never Fall in Love Again de Johnnie Ray (1959)[6]
- Glory Box
  - Ike's Rap II d'Isaac Hayes (1971)[6]

## Bandes sonores
Le film Le Polygraphe de Robert Lepage contient plusieurs extraits de l'album.

## Certifications
| Pays                    | Certification | Unités certifiées |
| ----------------------- | ------------- | ----------------- |
| Belgique (BEA)          | Platine       | 50 000            |
| Canada (Music Canada)   | Platine       | 100 000           |
| États-Unis (RIAA)       | Or            | 500 000           |
| Nouvelle-Zélande (RMNZ) | 2 × Platine   | 30 000            |
| Royaume-Uni (BPI)       | 3 × Platine   | 900 000           |
| Suisse (IFPI)           | Or            | 25 000            |